# В тылу врага 2
«В тылу врага 2» (англ. Faces of War в издании Ubisoft) — компьютерная игра в жанре action / RTS, разработанная компанией Best Way и изданная компанией 1С 8 сентября 2006 года. Вторая полноценная часть (не считая аддонов) серии «В тылу врага».

## Игровые кампании
Игра делится на три кампании: за Германию, Союзников (совместно США, Великобритания и Канада, в одной миссии представлены также бойцами французского Сопротивления, но под управлением игрока, в основном, находятся американские солдаты) и СССР. В каждой кампании по десять миссий (три из которых — тренировочные, они идентичны во всех кампаниях: одна на обучение управления пехотой, «Базовые учения», вторая на обучение использования бронетехники и артиллерии, «Танковые учения», третья, «Элитная подготовка» — на обучение диверсионным действиям и установке минных полей). Оставшиеся 7 миссий делятся на три обычных (как правило, посвящённых фронтальным боестолкновениям) — раздел «Все как один» и четыре более сложных миссии (посвящённых сложным боевым операциям и диверсионным атакам) — раздел «Великие битвы». Также в каждой кампании, после прохождения всех миссий, открывается последняя и самая сложная миссия, раздел — «Путь героев», прохождение которой завершает всю кампанию.
После окончания миссии, игроку выводится окно, в котором ему сообщается о результатах, понесённых потерях (в людях и технике) и уничтоженном кол-ве неприятельских сил.

### Кампания за Германию
1. Неймегенский мост (Неймеген, 29 сентября 1944 года). Наступающим союзным войскам удалось захватить стратегически важный мост в Неймегене. Немецкое командование принимает решение послать группу диверсантов и бойцов прикрытия, чтобы взорвать мост и приостановить наступление союзников. Немецкому отряду, несмотря на серьёзное противодействие противника и подход к тому крупных подкреплений, удаётся выполнить операцию, но чтобы сесть на катера у пристани и покинуть локацию, им нужно уничтожить вооружённую английскую баржу, которая блокирует фарватер. Они пробиваются через парк и захватывают повреждённый танк Шерман (Каллиопа) с ракетной установкой, который смогли отремонтировать и с помощью которого взрывают баржу и уходят из Неймегена.
2. Вильц (Вильц, 17 декабря 1944 года). Немцы внезапно начинают наступление в Арденнах. Стремительно прорвав англо-американские оборонительные позиции, передовые немецкие роты оказались втянуты в бой за Вильц с американской 110-й пехотной дивизией. Им удаётся захватить центральную площадь города и выбить союзных солдат из церкви, после чего отразить две контратаки. После авиаудара Люфтваффе, к немцам приходят подкрепления в виде дополнительных рот и тяжёлой САУ «Ягдтигр», и им удаётся захватить город и заставить американцев сдаться.
3. Стомон (Стомон, 19 декабря 1944 года). Немецкие фольксгренадеры начинают штурм Стомона, где встречают слабое сопротивление дезорганизованных союзных частей. 3 танка «Пантера» и 1 PzKpfw IV обходят их с фланга, после чего силы игрока (понеся потери в технике от действий гранатомётчиков) захватывают площадь возле городской церкви, куда прибывают ещё войска, включая два танка «Королевский Тигр». Пленные американские офицеры сообщают, что недалеко содержатся взятые в плен немецкие командиры — немцы спасают своих офицеров из плена и отбивают контратаку американцев.
4. Клёрф (окрестности реки Клёрф, 17 декабря 1944 года). Чтобы ослабить оборону американцев и облегчить немецким частям наступление, группа подготовленных бойцов проникает на один из американских военных складов в районе реки Клерф (предварительно разгромив колонну из бензовозов), уничтожает его, захватывает танк (можно выбрать любой — нуждающийся в ремонте гусениц «Черчилль», «Крусейдер» в зенитном варианте без горючего или «Sherman Firefly» без боеприпасов, — но бойцов у игрока хватит только на один полноценный экипаж. Всё необходимое для ввода танков в строй есть или на самом складе, или в грузовиках недалеко от него) и начинает атаку на оборонительные позиции американцев возле железнодорожного моста, по которому осуществляется снабжение союзных войск. Отбив контратаку, они ожидают прибытия группы парашютистов Мильтке. Они пытаются взорвать мост динамитом, но у них ничего не получается. В скором времени проходит состав, перевозящий авиационные бомбы. Захватив его, немцы могут как вывести сам состав на мост и взорвать его, так и перенести на мост 3 авиабомбы (взрыв тогда произойдёт по скрипту, для облегчения перевозки бомб можно использовать трофейный автомобиль «Виллис»). Даже если игрок взорвёт состав, то последний вагон останется цел, это необходимо для победы в миссии.
5. Марвье (окрестности Бастони, 19 декабря 1944 года). Командование Вермахта принимает решение захватить Бастонь и направляет отряд в составе танков «Пантера», PzKpfw IV и нескольких пехотинцев с целью захватить деревню Марвье — важный перекресток дорог в районе Бастони. В деревне обороняются отряды американской 101-й воздушно-десантной дивизии, которые спешно готовят оборону. Немцы подавляют сопротивление врага и продвигаются к перекрёстку, где им предстоит уничтожить идущие колонны танков 10-й американской бронетанковой дивизии.
В отличие от реальной истории, в немецкой кампании диверсия на реке Клерф и захват Марвье повлияли на общий ход сражения за Бастонь — американские силы лишились снабжения и не смогли вовремя получить подкрепления, что привело к их поражению в этой битве. Остальные 3 миссии носят альтернативно-исторический характер и события, которые там происходят, в действительности не произошли — немцы не смогли захватить Намюр и дойти до реки Маас, хотя и планировали это.
6. Динан (Динан, 25 декабря 1944 года). Немецкое наступление развивается успешно, однако перед частями Вермахта встали две проблемы — дефицит горючего и уничтожение американцами большинства мостов через Маас — последними были разрушены мосты в Намюре. Немецкие войска продвигаются к Динану, где расположен последний уцелевший мост через реку. Преодолев первый рубеж обороны, они попали под обстрел РСЗО Шерман (Каллиопа), расположенных на другом берегу реки. Небольшой отряд пехоты по льду переправляется через реку, уничтожает реактивные установки и выходит прямо к мосту, который Союзники пытаются взорвать. Захватив взрывную машинку, немецкие пехотинцы отбивают атаки противника до тех пор, пока бронетанковые части прорываются к мосту и окончательно захватывают его.
7. Рошфор (американская топливная база недалеко от Рошфора, 27 декабря 1944 года). После форсирования Мааса, перед немцами стоит последняя проблема — нехватка топлива для танков. Согласно плану, оно должно было быть захвачено на американских и английских топливных складах в Арденнах. На один из таких складов, в Рошфоре, под видом американских рейнджеров прибывают два переодетых немецких диверсанта. Они производят разведку, выявляя расположение строений и силы охраны, после чего закладывают радиоуправляемые мины с обеих сторон от КПП, в казармах (предварительно выманив американских солдат ложным сигналом к обеду) и ремонтных мастерских (украв у механика ремкомплект, что отвлекло того). Также они замечают прибывший поезд с горючим и подслушивают разговор, в котором упоминается, что его машинист — пленный немец. Диверсанты уговаривают машиниста послужить Рейху и переправить локомотив с топливом к «своим» (для чего надо повернуть стрелку, возле которой крутиться часовой — его можно нейтрализовать без шума, хотя это и проблематично), нейтрализуют радиостанцию и взрывают мины, после чего склад атакует небольшой немецкий отряд при поддержке трофейного бронеавтомобиля «Грейхаунд». После захвата базы, немцы готовятся к её обороне (если диверсанты успели во время штурма угнать хотя бы один бензовоз — прибудет грузовик с отрядом пехоты, а если повернули стрелку и увели состав с горючим — то через некоторое время прибудут танк «Тигр» и САУ StuG III). Выстояв против превосходящих сил противника, немцы вздыхают с облегчением и готовятся к решительному броску на Антверпен.
8. Лувен (окрестности Антверпена, 17 января 1945 года) (открывается после прохождения остальных миссий за Германию). После успешных операций в Рошфоре и Динане, немцы начинают наступление на Антверпен — конечную цель операции «Стража на Рейне». Преодолев с большим трудом три линии обороны американцев (перед рекой, за ней и в самом городе), немецкие пехотные и танковые соединения 17 января занимают Лувен, а 20 января берут Антверпен.

### Кампания за СССР
1. Люблин (Люблин, 24 июля 1944 года). Пока советские войска, неся потери, штурмуют Люблин, перед отрядом пехотинцев ставится задача — найти польских повстанцев, поднявших восстание в городе, и их руководителя генерала Грабовски. Советские солдаты прорываются к полевому штабу повстанцев и, увидев, что генерала там нет, решают вместе с восставшими поляками атаковать немецкий опорный пункт в одном из городских дворов (отбив сильную атаку немецких САУ при поддержке «Королевского Тигра» и получив помощь двух танков ИС-2). Справившись с немцами, под руинами угла дома советские и польские бойцы находят израненного, но живого генерала Грабовски, который выражает уверенность, что совместными силами город будет быстро освобождён.
2. Вернуть документы (Сандомирский плацдарм, 10 августа 1944 года). Идут тяжёлые бои на Львовско-Сандомирском направлении. Немецкий агент, «капитан Леонов», проникает в штаб РККА и убивает курьера, привезшего важные документы, касающиеся предстоящего наступления, после чего, вопреки противодействию советских солдат, сбегает и добирается до самолёта Fieseler Fi 156 Storch. Советская ПВО сбивает самолёт и тот падает в прифронтовой зоне. СМЕРШ решает не допустить попадания этих документов в руки немецких офицеров и посылает отряд разведчиков-пехотинцев за реку, к месту падения самолёта, чтобы те выкрали документы у немецкого обер-лейтенанта Краусса. Здесь отряду предстоит уничтожить немецкие миномёты, чтобы получить в помощь мотострелковый отряд, а затем и танки, отбить немецкие контратаки, убить Краусса и возвратить документы, а после уничтожить неприятельский заслон и засаду противника, мешающие беспрепятственному отходу на советскую территорию.
3. Крепость (Глогау, 1 апреля 1945 года). В ходе Висло-Одерской операции штаб 1-го Украинского фронта отдаёт приказ о штурме цитадели Глогау, где средневековые укрепления серьёзно усилены техническими изобретениями XX века. После преодоления советскими пехотинцами сопротивления немцев на подступах к крепости, САУ ИСУ-152 пробивают брешь в одной из стен у заросшего рва, куда и устремляются советские пехотинцы. Подавив сопротивление на первом ярусе, они, при помощи тех же САУ, захватывают сооружения на втором ярусе. В конце-концов, советские войска проникают на территорию последнего яруса, где подавляют сопротивление немцев и захватывают в плен руководителя обороны цитадели — Оливера Вагнера.
4. Зееловский вокзал (Зелов, 26 апреля 1945 года). После успешного наступления на Зееловских высотах, советские войска входят в город Зеелов. В данной миссии игроку предстоит прорвать немецкую оборону возле вокзала и захватить все неприятельские оборонительные линии, действуя в условиях ограниченности своих сил (так, для облегчения штурма последней линии обороны можно использовать трофейный немецкий бронепоезд, но только если он не был повреждён).
5. Атака с фланга (район «высоты 153», Германия, 19 апреля 1945 года). После захвата Зееловских высот, один из советских танковых батальонов остановился около хорошо укреплённой «высоты 153». Зная, что захватить её лобовой атакой невозможно, советский моторизованный отряд посылают во фланговую атаку. По пути он попадает в засаду, но всё же отбивает атаки и от двух других советских солдат, захвативших в плен немецкого офицера, узнаёт, что рядом располагается склад боеприпасов. Отряду удаётся взорвать склад и отбить контратаку немецких танков. В конце-концов, отряд вместе с танкистами «сметают» немцев с высоты фланговой атакой, несмотря на использование противником реактивных миномётов.
6. Нейенхаген (окрестности Нейенхагена, 21 апреля 1945 года). Советский отряд, направлявшийся к штабу мотострелковой бригады, попадает в засаду и узнаёт, что крупные немецкие силы проникли в тыл наступающих советских войск. Для восстановления связи, бойцы переправляют штабную машину через реку (можно тремя возможными вариантами — по мосту, если захватить его раньше, чем немцы его взорвут, через брод справа от моста или через понтонную переправу левее от того) и доставляют её на холм, откуда передают координаты. Крупные немецкие силы начинают атаки на советские позиции, но, прорвав первую линию, остановлены на второй. После подхода советских танков, вражеское наступление отбито.
7. Берлинский вокзал (Берлин, 29 апреля 1945 года). 23 апреля 1945 года советские войска начинают штурм Берлина. Отряду пехотинцев приказано — прорвать глубоко эшелонированную оборону противника и захватить Лертер — главный вокзал города, и мост Мольтке — наиболее важный мост через реку Шпрее. Прорывая сильные укреплённые позиции неприятеля и используя рельеф местности, штурмовые отряды не дают немцам взорвать мост и удерживают его до подхода 7-им советских танков.
8. Рейхстаг (Рейхстаг, Берлин, 30 апреля 1945 года) (открывается после прохождения остальных миссий за СССР). Советские войска после захвата моста Мольтке начинают решающий штурм Рейхстага. Несмотря на хорошо укреплённые немецкие позиции и непрерывные контратаки (в том числе бронетехники), они прорываются к зданию, подавляют оборону на площади перед ним и водружают Знамя Победы над Рейхстагом.

### Кампания за Союзников
1. Радар (Нормандия, 12 мая 1944 года). Союзники готовят высадку в Нормандию. Прежде чем десантные катера и корабли начнут подплывать к берегу, а самолёты Союзников — бомбить побережье, передовой диверсионный отряд тайком высаживается возле одного из радаров, уничтожает его охрану, давая возможность американскому инженеру осмотреть и взорвать радар, а после, выбив немцев из соседней фермы возле электростанции, уничтожить и станцию. В конце-концов, отряду предстоит пробиться сквозь вражеский заслон у пляжа и уплыть на десантных катерах.
2. Фалез (кварталы города Фалез, 17 августа 1944 года). Для того, чтобы полностью окружить немецкую 7-ю армию и соединиться с канадскими частями, американским войскам остаётся лишь захватить Фалез и 19 августа они переходят в атаку. Игроку в данной миссии предстоит захватить городские кварталы и соединиться с канадскими штурмовыми частями, чтобы затем сообща вытеснить немцев из города.
3. Вальхерен (остров Вальхерен, 1 ноября 1944 года). В сентябре войска союзников берут порт Антверпен, но не могут его использовать из-за немецких орудий, расположенных на островах в устье реки Шельды. Чтобы покончить с этим, союзники начинают масштабный морской десант на эти острова. Игроку предстоит принять участие в десанте на один из этих островов — Вальхерен, где ему сначала надо будет высадиться и закрепиться в низине, после достичь входа на второй ярус, а далее — уничтожить все прибрежные корабельные орудия и ДОТы.
4. Маастрихт (юг Голландии, 29 июля 1944 года). Не имея возможности бомбардировать Лондон авиацией, немцы начинают пускать по городу батареи ракет ФАУ-2. Дабы прекратить дальнейшие бомбардировки, командование союзников посылает в тыл к немцам отряд с задачей — выкрасть документации о ФАУ-2, чтобы знать о месте их дислокации и уничтожать ракеты ещё на марше. Отряд уничтожает немецкий оборонительный гарнизон, разыскивает документацию и уплывает на танке-амфибии прямо из под носа немецких частей из соседних гарнизонов.
5. Авранш (Франция, 31 июля 1944 года). Чтобы пройти к Фалезу и Мортену, союзникам необходимо захватить мосты через реки Се и Селюн. Острие их удара направлено на Авранш: игроку предстоит принять участие в этом важном сражении, сокрушив немецкие позиции по обе стороны от моста.
6. Сен-Ламбер (19 августа 1944 года). Англо-канадские и американские войска почти соединились у Фалеза. Одна из этих групп встречает канадцев, охраняющих церковь, переоборудованную под госпиталь. Американцы, которыми руководит игрок, остаются и отражают атаки немцев на церковь, дожидаясь подхода союзных войск.
7. Бастонь (20 декабря 1944 года). Игроку предстоит удержать Бастонь от атаки превосходящих сил противника, причём, помимо обычных штурмов, немцы пытаются отрезать американцев от продовольствия, выдают себя за прорвавшихся к городу англичан, и, наконец, начинают всеобщий штурм. Игроку предстоит остановить его до подхода основных сил американцев.
8. Омаха Бич (Нормандия, 6 июня 1944 года) (открывается после прохождения остальных миссий за союзников). Американские войска высаживаются на пляже Омаха-бич сектора «Изи Грин» в Нормандии. Им предстоит сломить сопротивление противника у побережья, выдержать контрудар, а затем, отбивая возможные контратаки, прорваться к городу и захватить его.
Сценарий игры создан писателем Александром Зоричем.

## Отзывы
| Сводный рейтинг | Сводный рейтинг |
| Агрегатор       | Оценка          |
| --------------- | --------------- |
| GameRankings    | 66,69 %         |